# Stenocephalemys
Stenocephalemys és un gènere de rosegadors de la família dels múrids. Les espècies d'aquest grup són oriündes d'Eritrea i Etiòpia. Tenen una llargada de cap a gropa de 12–20 cm, una cua d'11–17 cm i un pes de 100–140 g. El seu pelatge és suau i espès. Els seus hàbitats naturals són els matollars i herbassars situats a altituds de fins a 4.000 msnm.